# Gramatologie
Gramatologie je věda o systémech zápisu a o písmu. Termín zavedl lingvista Ignace Gelb v roce 1952. Zahrnuje typologii písem, analýzu jejich strukturálních vlastností, vztah mezi psaným a mluveným jazykem. V širším smyslu se do něj zařazuje i výzkum gramotnosti.